# Ophelosia lucretii
Ophelosia lucretii är en stekelart som beskrevs av Girault 1921. Ophelosia lucretii ingår i släktet Ophelosia och familjen puppglanssteklar. Inga underarter finns listade i Catalogue of Life.